# Goniographe

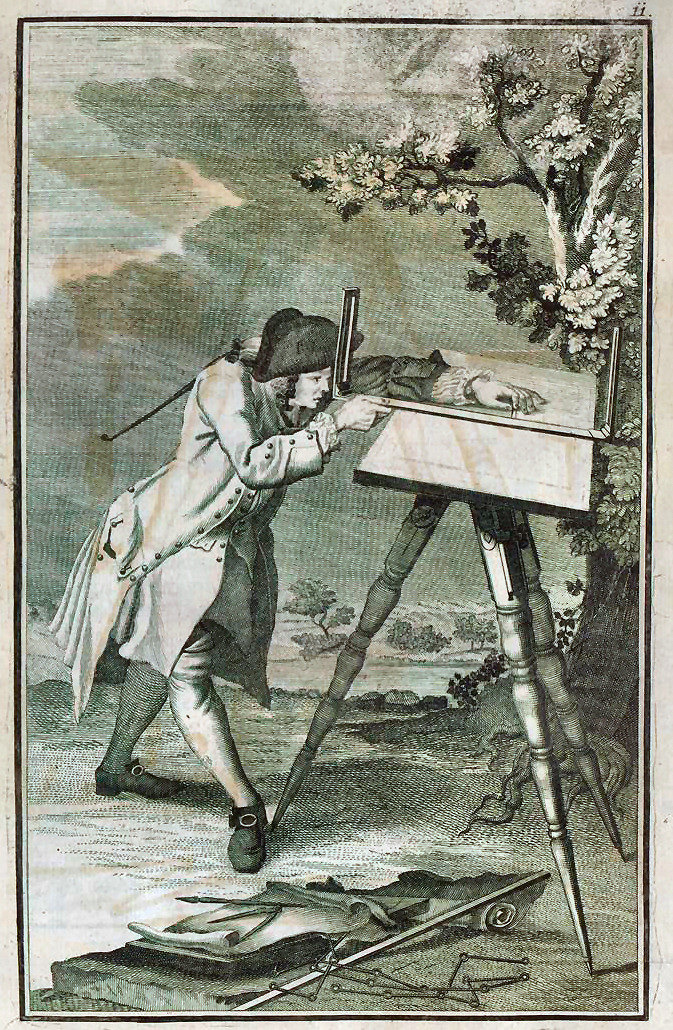
Levé à la planchette avec alidade à pinnules.

Un goniographe est un appareil qui était utilisé par les arpenteurs, les géomètres et les topographes pour effectuer des levés topographiques. Cet outil, couramment appelé « planchette », se fait assez rare du fait de l'apparition de nouveaux matériels électroniques (tachéomètre, théodolite), mais il reste d'un grand intérêt pédagogique. 
Il est composé d'une planche en bois (dite planchette) et d'un instrument de visée : alidade à pinnules ou lunette suivant l'époque. 
Il était utilisé pour mesurer les angles dans les opérations de levés de terrain. Le plan était dessiné lors du levé, à la main, sur une feuille de papier posée sur la planchette. 
À ne pas confondre avec le goniomètre.